# Rohrbachgraben BE
| BE ist das Kürzel für den Kanton Bern in der Schweiz. Es wird verwendet, um Verwechslungen mit anderen Einträgen des Namens Rohrbachgraben zu vermeiden. |

Rohrbachgraben ist eine politische Gemeinde im Verwaltungskreis Oberaargau des Kantons Bern in der Schweiz.
Eine für Berner Gemeinden typische Burgergemeinde gibt es nicht, lediglich die Einwohnergemeinde.

## Geographie
Rohrbachgraben liegt im Oberaargau im Schweizer Mittelland in einem kleinen Tal. Durch dieses fliesst der Rohrbachgrabenbach, der im Unterlauf Bodebächli heisst und in die Langete mündet.
Die Nachbargemeinden sind Madiswil, Rohrbach, Huttwil, Dürrenroth, Walterswil und Ursenbach.
Etwa 4,7 km² oder 73 Prozent des Gemeindegebietes besteht aus hügeligen, landwirtschaftlich genutzten Flächen, 1,7 km² dagegen sind Waldfläche. Die Einwohner verteilen sich auf mehrere Weiler namens  Glasbach, Liemberg, Ganzenberg, Flückigen, Kaltenegg, Matten, Wald und Wil, wobei letzterer der grösste und eigentliche Dorfkern ist.

## Geschichte
Die Bauernhöfe Ganzenberg und Glasbach (1328 erstmals erwähnt) gehörten im Mittelalter zu adeligen Gutsherrschaften. Dietrich von Rüti schenkte sie dem Kloster St. Urban, 1458 wurden sie an die Stadt Bern veräussert. 1507 verkaufte Hans Rudolf von Luternau einem Bauern namens Henz ein stattliches Bauerngut in Flückigen für 340 Gulden.
Die erste elektrische Lampe brannte am 11. November 1911 um 11.11 Uhr in der landwirtschaftlich geprägten Gemeinde. Infolge Bevölkerungsabnahme wurde 1992 die Post geschlossen, 2001 musste die Oberstufenklasse der Schule geschlossen werden, im Dorf verblieben Kindergarten und Primarschule. 2015 gab es in der Gemeinde 48 Schüler, 40 landwirtschaftliche und einige handwerkliche Betriebe.

## Bilder

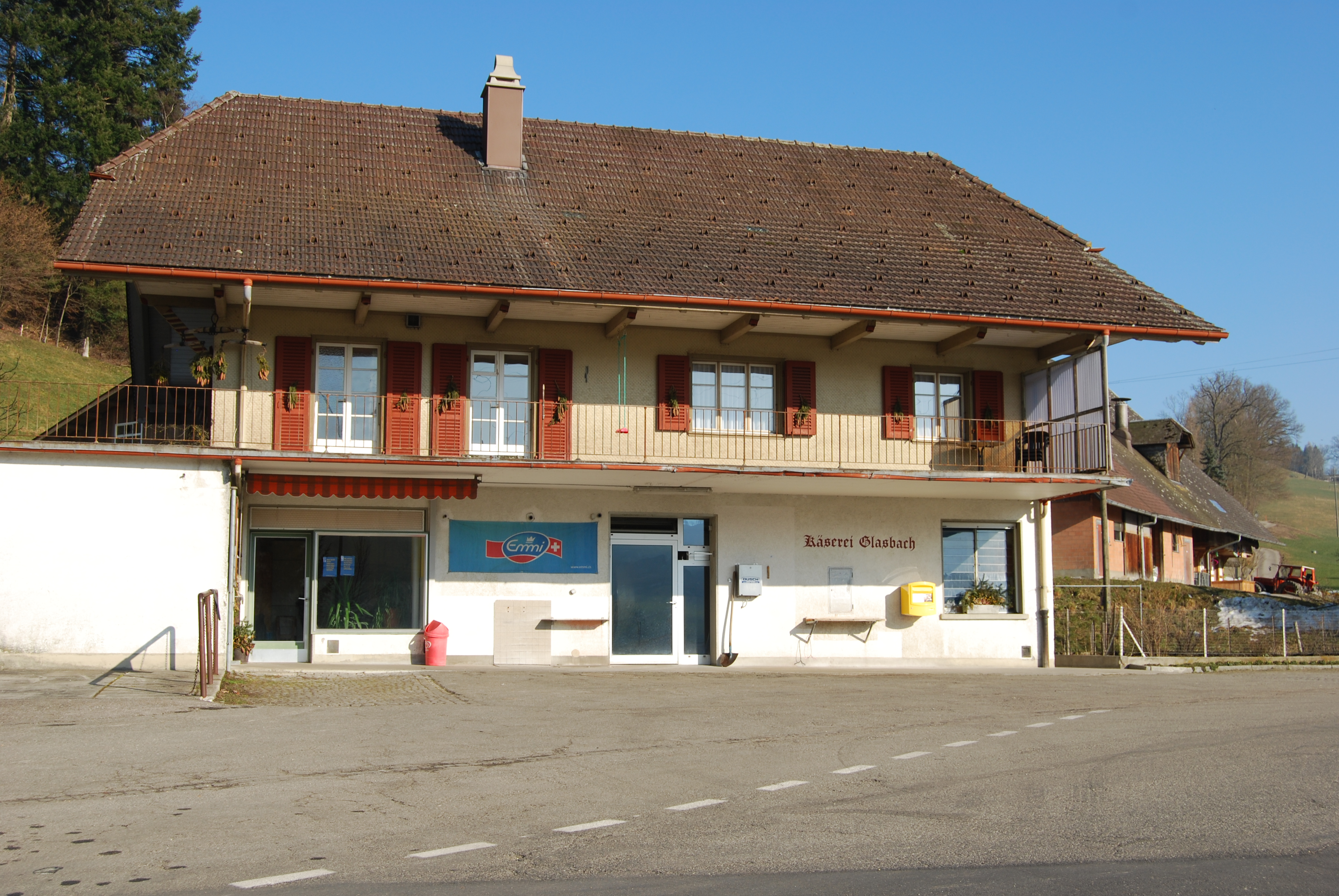
Käserei Glasbach
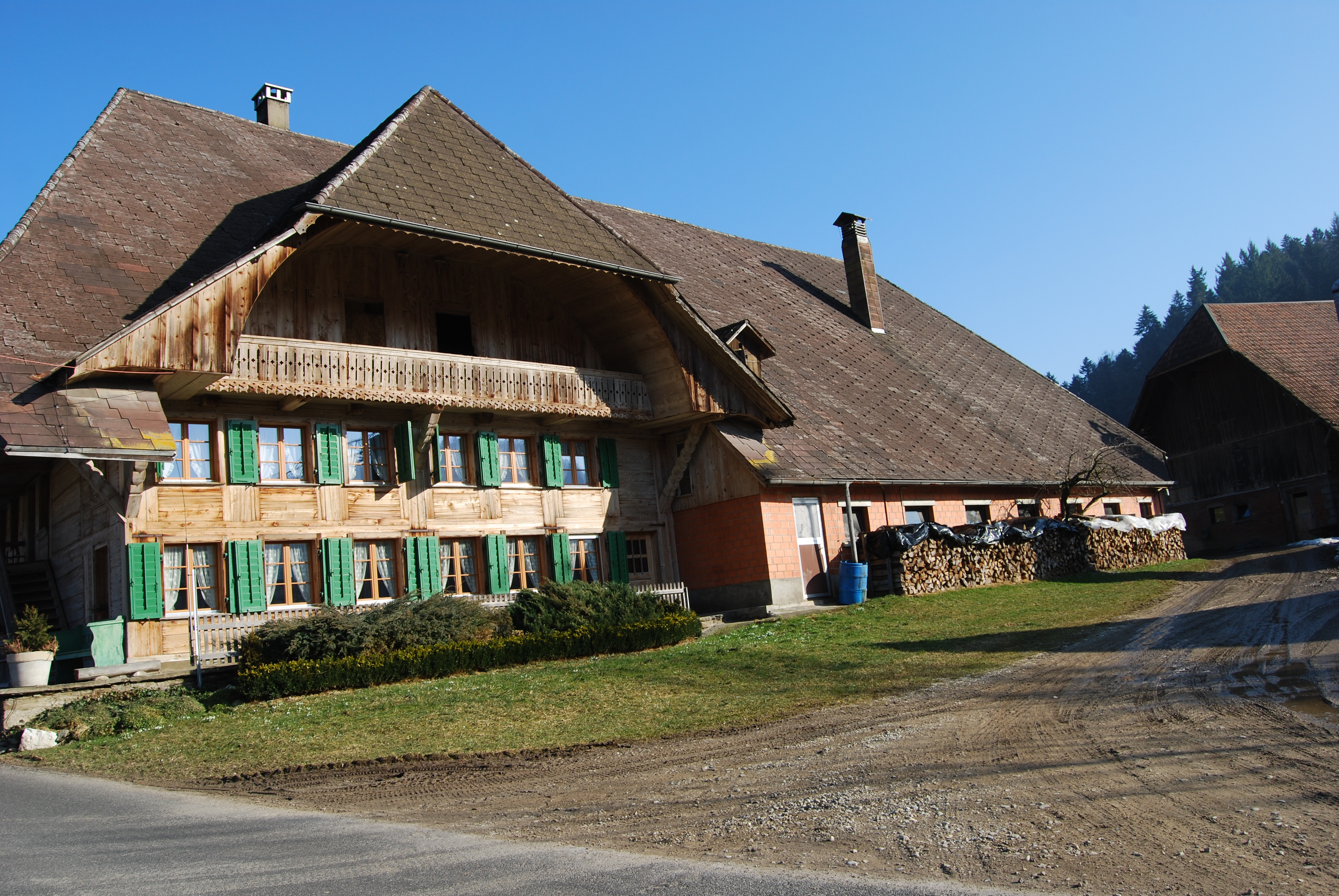
Typisches Berner Walmdachhaus
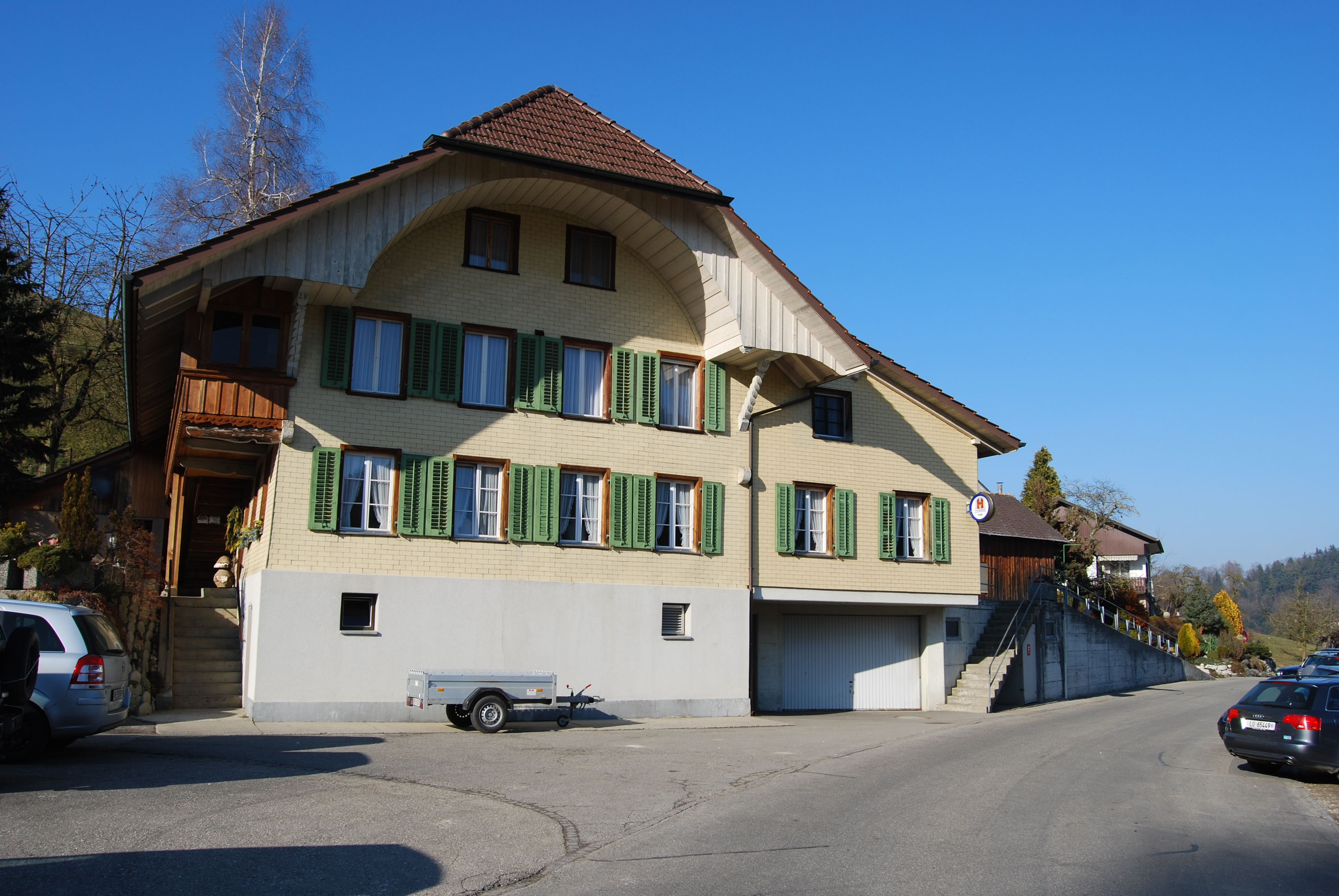
Ländliches Restaurant
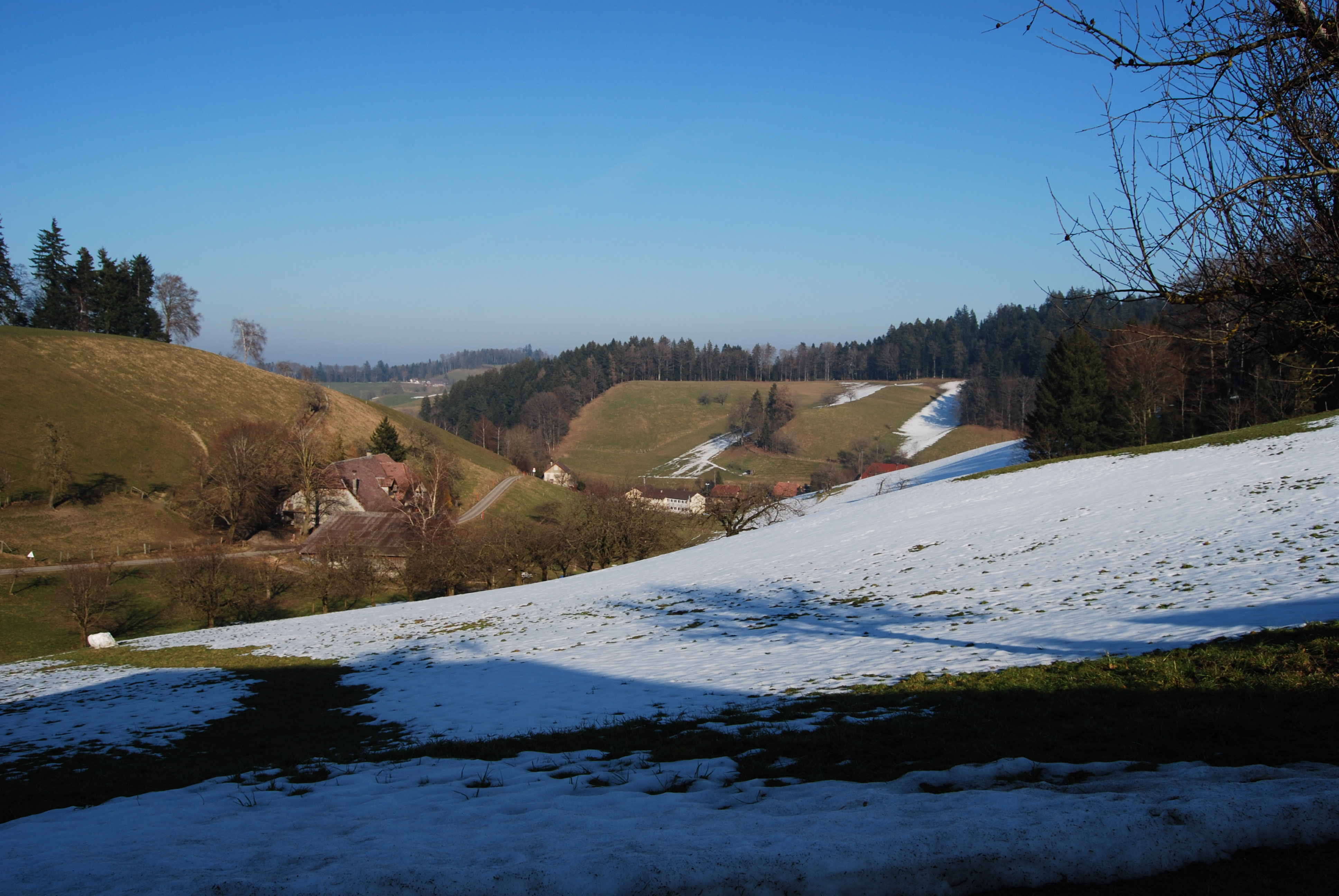
Blick auf das Dorf von der Passstrasse nach Walterswil